# Squirtle
Squirtle (skwa•rel) (japanska: ゼニガメ Zenigame) är en fiktiv karaktär från Pokémon-serien som är en av arterna av Pokemon, vattentyp. Den dök först upp i Pokémon Röd och Blå-spelen och efterföljande uppföljare, bredvid Bulbasaur och Charmander är det en av starterna i regionen Kanto.
I huvudseriens spel kan Squirtle utvecklas till Wartortle på nivå 16 eller 14 beroende på vilket spel du spelar, vilket ytterligare kan utvecklas till Blastoise på nivå 36 eller 34. Det är känt som "Liten Sköldpadda Pokémon". Den dök också upp i Super Smash Bros. Brawl och Super Smash Bros. Ultimate.